# Dublin-descriptoren
De Dublin-descriptoren beschrijven de eindtermen voor de studies aan universiteiten en hogescholen in Europa.
Op initiatief van Nederland en Vlaanderen zijn in de jaren 2001-2004 voor het hoger onderwijs in Europa de zogenaamde Dublin-descriptoren opgesteld, genoemd naar de stad Dublin waar in 2004 een overeenkomst over deze eindtermen bereikt werd. De aanleiding voor het opstellen van deze descriptoren was het streven naar opleidingen van gelijkwaardig niveau in de verschillende landen van Europa. Ook wilde men dat helder zou worden wat de verschillen zijn tussen de kwalificaties of eindtermen voor de twee onderwijstrajecten bachelor en master in het hoger onderwijs. Dit mede met het oog op studenten die een deel van hun studie aan een buitenlandse universiteit willen voltooien.
De Dublin-descriptoren maken deel uit van een poging tot een raamwerk van eindtermen te komen in het hoger onderwijs, het Bologna-raamwerk. Dit raamwerk was het resultaat van het zogeheten Bolognaproces. Het raamwerk bevat een beschrijving van  eindtermen in drie cycli. De eerste cyclus betreft de bachelorgraad, de tweede cyclus de mastergraad, en de derde ten slotte het doctoraat. Voor elk van de cycli zijn onderscheiden eindtermen beschikbaar. Deze drie cycli vormen de bovenste niveaus in een meer omvattend raamwerk dat in totaal acht niveaus telt. Deze overige vijf niveaus zijn beschreven in het Europees Kwalificatieraamwerk voor Levenslang Leren (European Qualifications Framework for Lifelong Learning). 
Het feit dat het initiatief voor het opstellen van de Dublin-descriptoren uit Nederland en Vlaanderen kwam heeft ongetwijfeld te maken met het feit dat hier al vanaf 1974 met het instrument van eindtermen werd gewerkt.